# Dziban
Dziban eller Psi1 Draconis (ψ1 Draconis, förkortat Psi1 Dra, ψ1 Dra) som är stjärnans Bayerbeteckning, är en dubbelstjärna belägen i norra delen av stjärnbilden Draken. Den har en kombinerad skenbar magnitud på 4,58 och är svagt synlig för blotta ögat. Baserat på parallaxmätning inom Hipparcosuppdraget på ca 43,8 mas, beräknas den befinna sig på ett avstånd av 74,5 ljusår (22,8 parsek) från solen.

## Nomenklatur
Beteckningen av komponenterna - ψ1 Draconis A och B - härrör från konventionen som används av Washington Multiplicity Catalog (WMC) för multipelstjärnsystem, och antagits av Internationella Astronomiska Unionen (IAU). Psi1 Draconis bär också det traditionella namnet Dziban eller Dsiban, som härstammar från det arabiska adh-dhi'ban, vilket betyder "de två vargarna" eller "de två shakalerna".

## Egenskaper
Dziban är en dubbelstjärna som består av en blå till vit underjätte av spektralklass F5IV-V och en gulvit stjärna i huvudserien av spektralklass F8V. De två stjärnorna är separerade med ca 31 bågsekunder. Endast en mycket liten del av banan har observerats och en omloppsperiod på 10 000 år har beräknats, vilket dock är mycket preliminärt och troligen med en stor felmarginal.
Dziban har en massa som är ca 40 procent större än solens massa och en radie som är 1,2-1,3 gånger solens.

## Exoplanet
År 2015 offentliggjordes upptäckten av en gasjätteplanet i Psi1 Draconis-systemet. Psi1 Draconis Bb är en Jupiterliknande exoplanet kretsande  kring sekundärstjärnan Psi 1 Draconis B. Planeten upptäcktes när periodiska dopplerskiftningar i stjärnans spektrum avslöjade planetens närvaro. De liknar den spektroskopiskt binära naturen hos Psi1 Draconis A. Dess minimummassan är 1,53 gåner Jupiters massa och den kretsar kring sin värdstjärna med en omloppsperiod på 8,5 år och har en telativt excentrisk omloppsbana.